# Barandūd (ort i Iran)
Barandūd (persiska: براندود) är en ort i Iran.   Den ligger i provinsen Khorasan, i den östra delen av landet, 800 km öster om huvudstaden Teheran. Barandūd ligger 1 990 meter över havet och antalet invånare är 296.
Terrängen runt Barandūd är platt åt sydost, men åt nordväst är den kuperad.Runt Barandūd är det glesbefolkat, med 12 invånare per kvadratkilometer. Närmaste större samhälle är Darreh Charm, 16,1 km sydost om Barandūd. Trakten runt Barandūd är ofruktbar med lite eller ingen växtlighet.